# The Making of Bobby Burnit
The Making of Bobby Burnit (o Bobby Burnit) è un film muto del 1914 diretto da Oscar Apfel.
Tratto dal romanzo di George Randolph Chester, il lavoro teatrale di Winchell Smith andò in scena a Broadway il 22 agosto 1910.

## Trama
Bobby Burnit riceve in eredità da suo padre trecentomila dollari che, per clausola, deve investire. Agnes, la sua fidanzata, gli suggerisce di investirli nella catena di negozi di suo padre. Bobby, un giovanotto ingenuo, viene preso di mira da due truffatori che cercano di mettere le mani sui suoi soldi. Verrà aiutato da Biff, un suo amico, e da Daniel, un fedele impiegato del padre morto che riescono a sventare i piani dei truffatori. Alla fine, Bobby riesce a salvare l'eredità e decide di chiedere Agnes in moglie, rispettando in questo modo tutti i desideri di suo padre.

## Produzione
Il film fu prodotto dalla Jesse L. Lasky Feature Play Company.

## Distribuzione
Distribuito dalla Paramount Pictures, il film - presentato da Jesse L. Lasky - uscì nelle sale cinematografiche statunitensi il 17 settembre 1914.
Non si conoscono copie ancora esistenti della pellicola che viene considerata presumibilmente perduta.